# Дасије Доростољски
Дасије (умро око 300.) - свети мученик из древног града Доростола . 
Дасије је био ратник у Доростолу у врема цара Диоклецијана и Максимијана. 
У том граду је био обичај да се сваке године на тридесет дана пре празника незнабожачког бога Хроноса изабере између војника што лепши младић ради приношења на жртву њему. У току тих тридесет дана изабраног младића су одевали у царске хаљине, испуњавали му сваку жељу, и припремали га да буде принет на жртву. На сам дан празника приносили су га на жртву Кроносу. Једне године тај избор пао је на Дасија, који је био потајни хришћанин. Он је одбио да буде жртвован и објавио је да је хришћанин, речима: "Ако ми ваља умрети, онда боље умрети као хришћанин за Христа". 
Када је глас о томе дошао до паганских владара Диоклецијана и Максимијана, они су наредили да Дасије буде изведен на суд пред управитеља Мизијске области Васе. На суду свети Дасије је смело изобличавао идолопоклонство и исповедао веру у Исуса Христа. Због тога је стављен на страшне муке, а потом посечен мачем.
Православна црква прославља светог Дасија 20. новембра по црквеном календару.